# Disney Dreams!
Ne doit pas être confondu avec Disney Dream.
Disney Dreams! est un spectacle nocturne du parc Disneyland à Disneyland Paris présenté tous les soirs entre le 1er avril 2012 et le 24 mars 2017, et entre le 12 avril 2023 et le 30 mai 2024. Il a été remplacé par Disney Illuminations entre 2017 et 2023, et à partir du 31 mai 2024.
Ce spectacle, conçu par le créateur de Disney's World of Color, Steve Davison, utilise des technologies comme le vidéo mapping, des lasers, des fontaines, des écrans d'eau et des effets pyrotechniques,. Au total, 66 000 images sont projetées sur le Château de la Belle au bois dormant durant le spectacle.
D'un coût de 10 millions d'euros, le projet a été annoncé dès novembre 2011 lors de la présentation des résultats financiers de l'exercice 2011 d'Euro Disney SCA.
La musique du show a été composée et arrangée par Joel McNeely. Jouée par l'orchestre symphonique de Londres, elle a été enregistrée dans les Studios Abbey Road à Londres avec un orchestre de 90 instruments, un chœur d'enfants et un chœur d'adultes,.
L'avant-première du spectacle a eu lieu le samedi 31 mars 2012 et a été retransmise le soir même sur MyTF1.fr,,,.
En 2012, le show a été récompensé par l'International Association of Amusement Parks and Attractions d'un Brass Ring Award dans la catégorie Best Overall Production: Budget of 1 000 001 $ or More.
Le contenu du spectacle a été modifié en mars 2013 à l'occasion de la prolongation du 20e anniversaire du parc Disneyland Paris. Une scène concernant Le Roi lion remplace celle de Mary Poppins, et celle du film d'animation Rebelle remplace le Livre de la Jungle.
Depuis le 6 juillet 2013, de nouvelles oreilles lumineuses ont fait leur apparition : les Disney Light'Ears. Fonctionnant de manière autonome la journée et en dehors du Parc Disneyland, elle s'illuminent en synchronisation avec Disney Dreams! rendant les visiteurs partie intégrante du spectacle.
À partir du 1er juin 2015, à l'occasion des festivités de la Fête Givrée (Frozen Summer Fun) qui dureront jusqu'au 13 septembre, la scène issue du film Rebelle est remplacée par celle du film la Reine des Neiges.
Alors que le spectacle a été remplacé par Disney Illuminations depuis mars 2017, il est exceptionnellement rejoué le 6 décembre 2018 à l'occasion d'une soirée spéciale au Parc Disneyland pour célébrer les 90 ans de Mickey Mouse. Début 2023, le parc annonce son retour tous les soirs à partir du 12 avril, avec de nouveaux effets pyrotechniques et une amélioration de la qualité de projection, dans le cadre du Grand Final du 30e anniversaire de la destination, avant d'être prolongé jusqu'au 30 mai 2024, après quoi il sera de nouveau remplacé par Disney Illuminations.

## L'histoire
Le show raconte les péripéties de Peter Pan et son ombre, qui parcourent les histoires intemporelles de Disney. L'histoire se compose des cinq scènes ci-dessous,.

### Scène 1: Introduction
Sous un ciel étoilé, le spectateur retrouve Peter Pan et Wendy sous la lueur de la deuxième étoile à droite quand l'ombre de Peter Pan décide de lui échapper et s'évade en répandant au passage de la poussière d'étoile.

### Scène 2: L'ombre s'amuse
L'ombre de Peter Pan traverse les dessins animés suivants :
- La Belle et la Bête
- Ratatouille
- Aladdin

### Scène 3: Libre de rêver
Différentes scènes de films d'animations se succèdent, notamment :
- Le Bossu de Notre-Dame
- Le Roi lion
- Rebelle
- Raiponce
- La princesse et la grenouille

### Scène 4: L'ombre se bat
Le Capitaine Crochet capture l'ombre de Peter Pan, et accompagné des méchants Disney comme le docteur Facilier, Ursula et Maléfique, il tente de vaincre Peter Pan. Mais Peter Pan réussit à sauver son ombre et, à l'aide de la Fée Clochette, il se débarrasse du Capitaine Crochet.

### Scène 5: Final
Peter Pan a retrouvé son ombre et peut maintenant laisser ses rêves l'emmener partout.

## Les chansons
Le spectacle est composé de plusieurs extraits de chansons Disney dont voici une liste dans l'ordre d'utilisation dans le spectacle :
- Peter Pan
  - « You Can Fly! »/« Tu t'envoles »
  - « Never Smile at a Crocodile »
  - « A Pirate's Life »
  - « The Second Star to the Right » La musique d'introduction est reprise de la bande originale de Peter Pan 2 : Retour au Pays Imaginaire.
  - « C'est la fête » (La Belle et la Bête)
  - Cancan
- « Le Festin » (Ratatouille)
- « Friend Like Me » (Aladdin)
- « Rien qu'un jour » (Le Bossu de Notre-Dame)
- Le Roi lion
  - « Circle of Life »
  - « I Just Can't Wait to be King »
  - « Hakuna Matata »
- « Touch the Sky » (Rebelle)
- « I See the Light » (Raiponce)
- « Friends on the Other Side » (La Princesse et la Grenouille)
- Reprise « You Can Fly! »
- Reprise « The Second Star to the Right »

## Disney Dreams! fête Noël
Joué pour la première fois le 10 novembre 2013, « Disney Dreams! fête Noël » est un spectacle saisonnier remplaçant le temps de la saison de Noël le spectacle « Disney Dreams! ».
Après une absence de 5 ans, Disney Dreams! fête Noël fait son retour dans le cadre du 30e Anniversaire de Disneyland Paris.
Le spectacle est cette fois-ci orchestrée par Olaf, le bonhomme de neige du film Disney « La Reine des Neiges ».
Deux versions du spectacle existent :
- Disney Dreams! fête Noël version 2013-2014
- Disney Dreams! fête Noël version 2014-2015 qui fut réutilisée pour les saisons 2015-2016, 2016-2017 et 2022-2023.

### Scène 1: Introduction
Clochette et ses fées dansent sur la glace.

### Scène 2: Les personnages Disney patinent sur la glace
Dingo et Pluto, Donald, Mickey et Minnie, la Belle et la Bête, Olaf et Bambi accompagné de Pan-Pan patinent sur la glace.

### Scène 3: Le ballet Casse-Noisette de Toy Story
Jessy et Buzz L'éclair dansent sur un rythme Tango, et tous les autres personnages de Toy Story dansent sur Casse Noisette.

### Scène 4: Hommage aux fêtes du mondes entiers
Anna et Olaf nous font découvrir les fêtes à travers le monde avec les poupées inspirées de l'attraction It's a Small World.

### Scène 5: La Reine des Neiges
Olaf chante sur la chanson « In Summer », Anna et Hans dansent sur « l'Amour est un Cadeau » et Elsa transforment le château en glace sur la chanson « Let It Go ».

### Scène 6: Final
Le Père Noël nous souhaitent de bonnes fêtes et le château s'embrase pour le final.